# 若山三郎
若山 三郎（わかやま さぶろう、1931年3月16日 - 2009年10月1日）は日本の小説家。

## 人物
1931年3月16日、新潟県刈羽郡高柳町（現柏崎市）出身。
日本作家クラブ理事長。日本文芸家協会会員。
新潟県立柏崎高等学校卒業、明治大学政治経済学部中退。
1951年から日本製鋼と西松建設の嘱託通訳を務める。
1953年から1963年まで在日米軍で特殊通訳を務める。消防署に詰めて、消防隊や救急隊が出動した時、当該事件の内容を英語で米軍に説明する仕事だった。このころ、勤務の合間に小説を執筆。
1961年、『国際仲人』によって『講談倶楽部』奨励賞を受ける（この時の同期に太田久行こと童門冬二がいた）。
1963年に米軍通訳を辞して文筆一本の生活に入る。SF、推理小説、明朗小説の分野で活躍。1980年代からはミステリ作品が増える。
1990年代以降は『東武王国 小説根津嘉一郎』『菓商―小説 森永太一郎』『政商―大倉財閥を創った男』など実業家の伝記を執筆。
昭和30年代の一大ブームを巻き起こした貸本小説の売れっ子作家でもあった。幅広い分野で活躍し、著書は約300冊にも及ぶ。代表作は、『ドカンと一発!!』、吉永小百合主演で映画化された『大空に乾杯』など。
2009年4月に、日本作家クラブ理事長に就任。
2009年10月1日に肺炎のため死去。78歳没。

## 著書
- 若殿颯爽剣 大和出版 1960 (まげもの文庫)
- 只今お話中  大和出版 1960
- サラリーマン大将 青樹社, 1962
- お嬢さんお手をどうぞ  青樹社, 1962
- 野放図やろう 青樹社, 1962
- 重役学校  青樹社, 1962
- 只ならぬ仲 青樹社, 1962
- サラリーマン天国 青樹社, 1962
- 素晴しき斗魂 青樹社, 1962
- サラリーマン万歳 青樹社, 1962
- 重役への招待 青樹社, 1962
- 社員の花道 青樹社, 1962
- お嬢さんは恋愛参謀 青樹社, 1963
- 社内安泰 青樹社 1963
- お嬢さん買います 青樹社 1963
- お嬢さん待ってます 青樹社, 1963  のち春陽文庫
- お嬢さんと腕力学生 青樹社, 1963  のち春陽文庫
- 青春の椅子 青樹社 1963
- お嬢さんは婚約中 青樹社 1963  のち春陽文庫
- 青春会議 青樹社 1963  のち春陽文庫
- お嬢さんの冒険  青樹社 1963  のち春陽文庫
- お嬢さんと茶目紳士 青樹社 1963  のち春陽文庫
- 社長誕生 青樹社 1963
- お嬢さんは意地っぱり 青樹社 1963  のち春陽文庫
- 青年重役会議 青樹社 1963
- お嬢さんは江戸っ子娘 青樹社 1963 のち春陽文庫
- 多事多難 青樹社 1963
- お嬢さんは喧嘩好き 青樹社 1963  のち春陽文庫
- お嬢さんはお目が高い 青樹社 1963  のち春陽文庫
- 青春の嵐 青樹社 1963
- 淑女協定 青樹社 1963
- お嬢さんは恋愛主義者 青樹社 1963 のち春陽文庫
- 三者三様 青樹社 1963
- げんこつ太平記 青樹社 1964
- お嬢さん御免あそばせ 青樹社 1964  のち春陽文庫
- 青雲の門 光風社 1964
- 大望の塔 光風社 1964
- 根性が財産 青樹社 1964
- 青春の白書 青樹社 1964
- 開運の橋 光風社 1964
- けんか太平記 青樹社 1964
- 恋愛切符 青樹社 1964
- 雑草家族 光風社 1964
- わんぱく太平記 青樹社 1964
- 頼りになる男 青樹社 1964 のち春陽文庫
- がんこ太平記 青樹社 1964
- 青春の河 青樹社 1964
- お嬢さんとドラ息子 青樹社 1964 のち春陽文庫
- 田舎の大将 光風社 1965
- おてんば太平記 青樹社 1965
- おれも社長に 青樹社 1965
- おこりんぼ大将 青樹社 1965  のち春陽文庫
- 友情バンザイ 秋元書房 1965
- 大空に乾杯 青樹社 1965  のち春陽文庫
- 湯けむり大将 青樹社 1966  のち春陽文庫
- ボロ家の大将 青樹社 1966
- 七人の大将 青樹社 1966
- 東京5人男 光風社書店 1966
- 青春ばんざい 青樹社 1966  「青春バンザーイ！」春陽文庫
- おてんば娘 青樹社 1966
- 青春に乾杯 青樹社 1967  のち春陽文庫
- 乾杯!若社長 春陽文庫 1967
- 若い樹の歌 青樹社 1967
- 友情に乾杯 青樹社 1967
- 恋愛適齢期 青樹社 1967  のち春陽文庫
- 青春へまっしぐら 青樹社 1967 のち春陽文庫
- お嬢さんと一等社員 春陽文庫 1968
- 天国は青春にあり 春陽文庫 1968
- 見事な青春 青樹社 1968 のち春陽文庫
- 男ならやってみろ!! 春陽文庫 1968
- けとばした青春 青樹社 1968 のち春陽文庫
- ドカンと一発!! 春陽文庫 1968
- お嬢さんの求愛作戦 春陽文庫 1968
- お嬢さんの恋愛修業 春陽文庫 1969
- モナリザ先生 春陽文庫 1969 (サン・ポケット・ブックス)
- お嬢さんはガンコ者 春陽文庫 1969
- 青春一匹狼 青樹社 1969  のち春陽堂文庫
- 青春をやりぬこう 春陽文庫 1970
- おてんばお嬢さん 春陽文庫 1970
- 青春の野郎たち  青樹社 1970  のち春陽文庫
- お嬢さんに乾杯! 春陽文庫 1970
- お嬢さん社長 春陽文庫, 1970
- お嬢さんは脱線好き 春陽文庫, 1970
- げんこつ青春記 青樹社, 1971
- 恋人はおてんば娘 春陽文庫, 1971
- 青春に賭けろ 春陽文庫 1971
- ちゃっかりお嬢さん 春陽文庫 1971
- けんか青春記 春陽文庫 1971
- 台風お嬢さん 春陽文庫 1971
- 風の道化師たち 光風堂書店 1971
- 青春大作戦 春陽文庫 1971
- お嬢さんは適齢期 春陽文庫 1972
- 走れ青春 青樹社 1972  のち春陽文庫
- パーフェクト青春 春陽文庫 1972
- 結婚への招待状 春陽文庫 1972
- 青春をぶっ飛ばせ 春陽文庫 1972
- 青春山脈 青樹社 1973
- ほらふき若大将 春陽文庫 1973
- それゆけ青春 春陽文庫 1973
- 青春ここにあり 春陽文庫 1973
- ほろにが青春 春陽文庫 1974
- 青春多難なり 春陽文庫 1974
- おんぼろ青春 春陽文庫 1974
- わんぱく青春 春陽文庫 1974
- すべてこの世は 春陽文庫 1975
- なにがなんでも 青樹社 1975  のち春陽文庫
- 進め!中学三年生 秋元文庫 1975
- クラス委員と転校生 秋元文庫 1975
- 秘密もたのし 秋元文庫 1975
- 叩きつけた青春 春陽文庫 1975
- この青春と友情と 秋元文庫 1976
- 青春家族 春陽文庫 1976
- がんばれ!青春社員 春陽文庫 1977.5
- げんこつばんざい 春陽文庫, 1977.7
- 青春の花道 春陽文庫 1977.4
- 青春まっただ中 春陽文庫 1977.8
- 青春の旗をふれ 春陽文庫 1977.12
- 青春多忙なり 春陽文庫 1978.1
- ロック・ミュージック殺人事件 秋元文庫 1978.3
- 残酷な青春 秋元文庫 1978.4
- はばたけ青春 春陽文庫 1978.4
- この先迷路 青樹社 1978.5 のち春陽文庫
- でっかい青春 春陽文庫 1978.12
- 青春ホール・イン・ワン 春陽文庫 1979.1
- 燃えよ青春 春陽文庫 1979.2
- さわやか青春 春陽文庫 1979.7
- かがやけ青春 春陽文庫 1979.8
- 野望の椅子 青樹社 1979.10
- 大物、出番です! 春陽文庫 1979.12
- ときめきの青春 春陽文庫, 1980.6
- 野望の重役 青樹社 1980.11
- 青春からの贈物 春陽文庫 1980.9
- 野望の病棟 青樹社, 1981.5
- 青春のパートナー 春陽文庫 1981.8
- 青春に自由あり 春陽文庫, 1981.11
- 電卓テックの推理 秋元文庫 1982.6
- それぞれの青春 春陽文庫, 1982.6
- 野望の終宴 青樹社 1983
- この世は男と女の死のゲーム 春陽文庫 1984.4
- 遅すぎた殺人事件 集英社文庫コバルト 1984.11
- オフィス殺人事件 青樹社, 1987.7
- お嬢さんは名探偵 女子大生連続殺人事件 春陽文庫 1988.5
- 社長業・失敗・成功ここがきめて 人を動かし会社を繁栄させる男の条件 「孫子」から現代経営者まで 山下出版 1988.9
- お嬢さんは探偵好き 女子大生連続殺人事件2 春陽文庫 1988.9
- ぼくのふるさとみどり村 PHP研究所 1990.4 (PHP創作シリーズ)
- お嬢さんの探偵修業 女子大生連続殺人事件3 春陽文庫 1991.6
- 人類をすくった“カミナリおやじ" 信念と努力の人生・北里柴三郎 PHP研究所 1992
- お嬢さんの探偵旅行 女子大生連続殺人事件4 春陽文庫 1992.4
- 政商 大倉財閥を創った男 青樹社 1992.4  のち学研M文庫
- お嬢さんの探偵メモ 女子大生連続殺人事件5 春陽文庫 1993.4
- セイコー王国を築いた男 小説・服部金太郎 青樹社, 1993.2  「時計王」学研M文庫
- 人われを事業の鬼と呼ぶ 浅野財閥を創った男 青樹社 1993.7
- 菓子づくりに愛をこめて お菓子の王さま・森永太一郎 PHP研究所 1994 「菓商」徳間文庫
- 東武王国 小説根津嘉一郎 徳間文庫 1998
- 村をうるおした命の水 箱根用水をつくった人々の技術と熱意の記録 PHP研究所, 1998
- 信長流逆転の急所 四面楚歌、窮した時どうする 日新報道 2006.5